# Chetskvara
Chetskvara (georgiska: ხეწკვარა) är ett vattendrag i Georgien. Det ligger i regionen Abchazien, i den nordvästra delen av landet.